# Jesús Pulido Arriero
Jesús Pulido Arriero (Santa Ana de Pusa, 21 febbraio 1965) è un vescovo cattolico spagnolo, dal 7 dicembre 2021 vescovo di Coria-Cáceres.

## Biografia
Jesús Pulido Arriero è nato a Santa Ana de Pusa il 21 febbraio 1965 da Vicente Pulido e Victoria Arriero.

### Formazione e ministero sacerdotale
Ha studiato filosofia e teologia presso la Pontificia Università di Salamanca conseguendo il baccalaureato in teologia nel 1987. Ha ottenuto la licenza in Sacra Scrittura presso il Pontificio Istituto Biblico a Roma nel 1990 e il dottorato in teologia spirituale presso la Pontificia facoltà teologica della Pontificia facoltà teologica Teresianum con una tesi intitolata La meditación de la pasión en San Juan de Ávila nel 2015.
Il 31 luglio 1990 è stato ordinato presbitero per l'arcidiocesi di Toledo come membro della Fraternità dei sacerdoti operai diocesani del Sacro Cuore di Gesù dove era entrato l'anno precedente. Il rito si è svolto a Majadahonda ed è stato presieduto da monsignor Cipriano Calderón Polo, vicepresidente della Pontificia commissione per l'America Latina. In seguito è stato direttore spirituale dell'aspirantato minore "Maestro Ávila" di Salamanca dal 1990 al 1992; direttore delle pubblicazioni dell'editrice Sígueme di Salamanca dal 1990 al 1999; vice direttore del Collegio San Giacomo Apostolo di Baviera nel 1999; vice-rettore del Pontificio Collegio Spagnolo di San Giuseppe a Roma dal 2000 al 2002; segretario della sua Fraternità a Roma dal 2002 al 2014; officiale della sezione per gli affari generali della Segreteria di Stato della Santa Sede dal 2003 al 2015; vicedirettore della sua Fraternità dal 2008 al 2014; consultore della Congregazione per l'educazione cattolica dal 2004 al 2016; vice-rettore del Collegio Venezuelano a Roma dal 2014 al 2015; vice-rettore del seminario maggiore "San Carlo e Sant'Ambrogio" a L'Avana dal 2015 al 2016; cappellano della cappella dell'Adorazione Perpetua a Talavera de la Reina dal 2016 al 2022; segretario tecnico della commissione episcopale per la dottrina della fede della Conferenza episcopale spagnola dal 2017 al 2022 e direttore della Biblioteca de Autores Cristianos dell'Editorial Católica dal 2018 al 2022.

### Ministero episcopale
Il 7 dicembre 2021 papa Francesco lo ha nominato vescovo di Coria-Cáceres. Ha ricevuto l'ordinazione episcopale il 19 febbraio successivo nella cattedrale di Santa Maria Assunta a Coria dall'arcivescovo Bernardito Cleopas Auza, nunzio apostolico in Spagna e Andorra, co-consacranti l'arcivescovo metropolita di Mérida-Badajoz Celso Morga Iruzubieta e quello di Toledo Francisco Cerro Chaves. Durante la stessa celebrazione ha preso possesso della diocesi. Il giorno successivo ha celebrato la prima messa nella concattedrale di Santa Maria a Cáceres.
In seno alla Conferenza episcopale spagnola è membro della commissione per la dottrina della fede dall'aprile del 2022. Dallo stesso mese è anche vice gran cancelliere della Pontificia Università di Salamanca. Dal luglio 2024 è inoltre patrono della Fondazione "Mater Clementissima" insieme a monsignor Jesús Vidal Chamorro, vescovo di Segovia. Essa si occupa di promuovere e sostenere la formazione dei sacerdoti e dei seminaristi studenti del Pontificio Collegio Spagnolo di San Giuseppe a Roma.

## Opere
- Jesús Pulido Arriero, Trasfondo teológico-pastoral de la Jornada Mundial de la Juventud creada por el Papa Juan Pablo II, in Seminarios sobre los ministerios en la Iglesia, vol. 56, n. 197-198, 1º luglio 2010,  pp. 219-255.
- Jesús Pulido Arriero, Centralidad de la Pasión de Cristo en San Juan de Ávila. La meditación devotísima de la Pasión para cada día de la Semana, in J. Arana Doncel e A. Llamas Vela (a cura di), San Juan de Ávila, Doctor de la Iglesia. Actas del Congreso Internacional, Córdoba, 2013,  pp. 569-590.
- Jesús Pulido Arriero, Vocabulario griego del Nuevo Testamento, III, Ediciones Sígueme, gennaio 2015,  p. 256, ISBN 978-84-301-1887-8.
- Jesús Pulido Arriero, La meditación de la Pasión en San Juan de Ávila. Aportación a la Teología Espiritual, Roma, Facoltà di Teología Teresianum, 2015,  p. 420.
- Jesús Pulido Arriero, La meditación de la pasión de san Juan de Ávila en el contexto del siglo XVI español, in Archivo Teológico Granadino, n. 85, 18 gennaio 2022,  pp. 55-91.

## Genealogia episcopale
La genealogia episcopale è:
- Cardinale Scipione Rebiba
- Cardinale Giulio Antonio Santori
- Cardinale Girolamo Bernerio, O.P.
- Arcivescovo Galeazzo Sanvitale
- Cardinale Ludovico Ludovisi
- Cardinale Luigi Caetani
- Cardinale Ulderico Carpegna
- Cardinale Paluzzo Paluzzi Altieri degli Albertoni
- Papa Benedetto XIII
- Papa Benedetto XIV
- Cardinale Enrique Enríquez
- Arcivescovo Manuel Quintano Bonifaz
- Cardinale Buenaventura Córdoba Espinosa de la Cerda
- Cardinale Giuseppe Maria Doria Pamphilj
- Papa Pio VIII
- Papa Pio IX
- Cardinale Gustav Adolf von Hohenlohe-Schillingsfürst
- Arcivescovo Salvatore Magnasco
- Cardinale Gaetano Alimonda
- Cardinale Agostino Richelmy
- Vescovo Giuseppe Castelli
- Vescovo Gaudenzio Binaschi
- Arcivescovo Albino Mensa
- Cardinale Tarcisio Bertone, S.D.B.
- Arcivescovo Bernardito Cleopas Auza
- Vescovo Jesús Pulido Arriero, S.O.D.